# Bernard SIMB AB 12
Bernard SIMB AB 12 là một loại máy bay tiêm kích của Pháp trong thập niên 1920.

## Tính năng kỹ chiến thuật
Dữ liệu lấy từ Liron
Đặc tính tổng quan
- Kíp lái: 1
- Chiều dài: 7,20 m (23 ft 7 in)
- Sải cánh: 12,00 m (39 ft 4 in)
- Chiều cao: 2,70 m (8 ft 10 in)
- Diện tích cánh: 21,00 m2 (226,0 foot vuông)
- Trọng lượng rỗng: 900 kg (1.984 lb)
- Trọng lượng có tải: 1.450 kg (3.197 lb)
- Động cơ: 1 × Gnôme-Rhône 9 Ab , 310 kW (420 hp)
- Cánh quạt: 2-lá

Hiệu suất bay
- Vận tốc cực đại: 260 km/h (162 mph; 140 kn)
- Trần bay: 8.500 m (27.887 ft)

Vũ khí trang bị

- Súng: 4×súng máy 7,7 mm (0.303 in), gồm 2 Vickers và 2 Darne